# Schleswiger Nachrichten
Die Schleswiger Nachrichten ist eine 1812 gegründete, regionale Tageszeitung für die Stadt Schleswig und den Kreis Schleswig-Flensburg. Das unabhängige Blatt erscheint sechsmal wöchentlich, wird verlegt vom Schleswig-Holsteinischen Zeitungsverlag (sh:z) und gedruckt im Druckzentrum Büdelsdorf bei Rendsburg in einer Auflage von  Exemplaren.

## Geschichte
Der aus einer Kieler Gelehrtenfamilie stammende Buchhändler und Verleger Cai Franz Christiani (1780–1850) erhielt von Friedrich VI. 1811 das königliche Privileg, um in Schleswig ein „Intelligenz- und Adreßblatt“ herauszugeben. Nach der Erstausgabe am 1. Januar 1812 erschien die Zeitung zunächst einmal wöchentlich (mittwochs). Ab 1841 publizierten die Zeitungsmacher unter dem Namen „Königlich privilegiertes Schleswiger Intelligenzblatt.“ Der Advokat und spätere Justizrat Joseph Johannsen, welcher nach dem Deutsch-Dänischen Krieg 1864 die Zeitung übernahm, zog drei Jahre später mitsamt den Mitarbeitern in den Stadtweg 54, wo bis heute die Redaktion tagt. Seine Frau Marie Johannsen führte nach seinem Tod 1882 den Betrieb bis 1923 fort. Ihrer Tochter Wilhelmine, im Volksmund „Tante Minchen“ genannt, gelang das Überstehen des Blattes zu Zeiten des Nationalsozialismus, bis auf Anweisung der britischen Militärregierung die Schleswiger Nachrichten 1946 ihr Erscheinen einstellen mussten.
Ab dem 1. Dezember 1949 kooperierten die Schleswiger mit dem Flensburger Tageblatt, das die überregionale Berichterstattung übernahm. Nach „Tante Minchens“ Tod leitete der Urenkel des Justizrats Joseph Johannsen, Michael von Hamm, das Unternehmen in vierter Generation weiter. 1969 integrierten die Schleswiger Nachrichten in den Flensburger Zeitungsverlag, dem späteren Schleswig-Holsteinischen Zeitungsverlag. 1971 ließ der Verlag einen Neubau am Stadtweg errichten.